# Lugela (distrito)

localização do distrito de Lugela em Moçambique

Lugela é um distrito da província da Zambézia, em Moçambique, com sede na povoação de Lugela. Tem limite, a norte e nordeste com o distrito de Namarroi, a norte e a oeste com o distrito de Milange, a sul e leste com o distrito de Mocuba e a leste com o distrito de Ile. 

## Demografia
Em 2007, o Censo indicou uma população de 135 485 residentes. Com uma área de 6178  km², a densidade populacional rondava os 21,93 habitantes por km².
De acordo com o Censo de 1997, o distrito tinha 106 770 habitantes, daqui resultando uma densidade populacional de 17,3 habitantes por km².

## Divisão administrativa
O distrito está dividido em quatro postos administrativos (Lugela, Muabanama, Munhamade e Tacuane), compostos pelas seguintes localidades:
- Posto Administrativo de Lugela:
  - Lugela
  - Mussengane
  - Nagobo
  - Phutine
  - Taba
- Posto Administrativo de Muabanama:
  - Comone
  - M'Pemula
  - Muabanama
- Posto Administrativo de Munhamade:
  - Alto Lugela
  - Cuba
  - Mulide
  - Munhamade
  - Tenede
- Posto Administrativo de Tacuane:
  - Ebide
  - Mabu
  - Tacuane